# Planotortrix
Planotortrix là một chi bướm đêm thuộc phân họ Tortricinae trong họ Tortricidae.

## Các loài
- Planotortrix avicenniae Dugdale, 1990
- Planotortrix excessana (Walker, 1863)
- Planotortrix flammea (Salmon, 1956)
- Planotortrix notophaea (Turner, 1926)
- Planotortrix octo Dugdale, 1990
- Planotortrix octoides Dugdale, 1990
- Planotortrix puffini Dugdale, 1990